# Kęstutis Subačius
Kęstutis Subačius (*  1. Dezember 1937 in Lazdijai) ist ein litauischer Politiker, ehemaliger Bürgermeister von Kapsukas.

## Leben
Von 1942 bis 1945 lebte er in Veisiejai (Rajongemeinde Lazdijai). Nach dem Zweiten Weltkrieg lebte er in Užliekniai (Rajongemeinde Šilutė). Er lernte in der Schule Juknaičiai bei Šilutė. 1958 absolvierte er die Abteilung des Industrie- und Zivilbaus im Polytechnikum in Kaunas. Ab 1958 arbeitete er in der Rajongemeinde Skuodas als Arbeitenleiter. Ab 1962 studierte das Bauingenieurwesen am Kauno politechnikos institutas.
Von 1965 bis 1976 war er stellv. Bürgermeister von Skuodas. 1975 absolvierte er die Parteihochschule der KPdSU. Von 1976 bis 1990 war er Bürgermeister von Kapsukas.

## Bibliografie
- Kapsukas: mažasis vadovas / Algimantas Stanaitis, Kęstutis Subačius. – Vilnius: Mintis, 1987. – 109 p.
- Marijampolės miestas po 1940: istorija, dokumentai, faktai, mintys, datos. – Marijampolė: Piko valanda, 2005. – 347 p.: iliustr. ISBN 9955-642-18-1
- Sūduvos kraštas nuo priešistorinių laikų iki XX a. III dešimtmečio. – Marijampolė: TeleSATpressa, 2006. – 367 p.: iliustr. ISBN 9955-607-43-2
- Marijampolės miestas: priešistorė, miesto ištakos, istorija, mintys, kūrėjai. – Marijampolė: Piko valanda, 2009. – 719 p.: iliustr. ISBN 978-9955-642-91-6